# Rybaki (Zegrze Południowe)
Rybaki – przysiółek wsi Zegrze Południowe w Polsce położona w województwie mazowieckim, w powiecie legionowskim, w gminie Nieporęt. Dawniej wieś. Obejmuje północną część Zegrza Południowego wzdłuż ulicy Rybaki, równolegle do Narew. Dominuje tu niepokoszarowa zabudowa mieszkalna.
Dawniej wieś w gminy Nieporęt w powiecie warszawskim w woj. warszawskim. W 1921 roku liczba mieszkańców Rybaków wynosiła 197. W 1933 roku weszły w skład nowo utworzonej gromady Zagroby w gminie Nieporęt, obejmującej folwark Zegrze-Park, osadę wojskową Zegrze (zarówno północną jak  połudnowa część), wieś i wieś Zagroby.
Po wojnie ponownie w powiecie warszawskim w województwie warszawskim; 1 lipca wraz z całą gminą Nieporęt weszły w skład nowo utworzonego powiatu nowodworskiego. W latach 1954–1959 w gromadzie Wieliszew, a 1960–1972 w gromadzie Nieporęt. W latach 1970. nazwa Rybaki wyszła z użytku, a dotychczasowe wsie Rybaki, Zagroby oraz południowe koszary wojskowe twierdzy Zegrze (a więc obszary na południowym brzegu Narwi) utworzyły miejscowość Zegrze Południowe.
Od 1 stycznia 1973, już jako część sołectwa Zegrze Południowe, w reaktywowanej gminie Nieporęt w powiecie nowodworskim. W latach 1975–1998 miejscowość administracyjnie należała do województwa warszawskiego.

## Przynależność administracyjna
|                         |                                    |            | Przynależność administracyjna              | Przynależność administracyjna                             | Przynależność administracyjna                         | Przynależność administracyjna                             | Przynależność administracyjna                  | Przynależność administracyjna                 | Przynależność administracyjna                                           |
| Miejscowość współczesna | Składowe                           | Ludn. 1921 | 1921                                       | 1933                                                      | 1943                                                  | 1952                                                      | 1954                                           | 1970                                          | 1973                                                                    |
| ----------------------- | ---------------------------------- | ---------- | ------------------------------------------ | --------------------------------------------------------- | ----------------------------------------------------- | --------------------------------------------------------- | ---------------------------------------------- | --------------------------------------------- | ----------------------------------------------------------------------- |
| Zegrze (Północne)       | Zegrze-Park, folwark               | 57         | gm. Zegrze, pow. pułtuski, woj. warsz.     | grom. Zagroby, gm. Nieporęt, pow. warszawski, woj. warsz. | grom. Zegrze, gmina Nieporęt, dystrykt warszawski, GG | grom. Zegrze, gm. Nieporęt, pow. nowodworski, woj. warsz. | grom. Wieliszew, pow. nowodworski, woj. warsz. | grom. Serock, pow. nowodworski, woj. warsz.   | sołectwo Zegrze Północne, gm. Serock, pow. nowodworski, woj. warsz.     |
| Zegrze (Północne)       | Zegrze, os. wojsk., cz. północna   | 237        | gm. Zegrze, pow. pułtuski, woj. warsz.     | grom. Zagroby, gm. Nieporęt, pow. warszawski, woj. warsz. | grom. Zegrze, gmina Nieporęt, dystrykt warszawski, GG | grom. Zegrze, gm. Nieporęt, pow. nowodworski, woj. warsz. | grom. Wieliszew, pow. nowodworski, woj. warsz. | grom. Serock, pow. nowodworski, woj. warsz.   | sołectwo Zegrze Północne, gm. Serock, pow. nowodworski, woj. warsz.     |
| Zegrze Południowe       | Zegrze, os. wojsk., cz. południowa | 172        | gm. Nieporęt, pow. warszawski, woj. warsz. | grom. Zagroby, gm. Nieporęt, pow. warszawski, woj. warsz. | grom. Zegrze, gmina Nieporęt, dystrykt warszawski, GG | grom. Zegrze, gm. Nieporęt, pow. nowodworski, woj. warsz. | grom. Wieliszew, pow. nowodworski, woj. warsz. | grom. Nieporęt, pow. nowodworski, woj. warsz. | sołectwo Zegrze Południowe, gm. Nieporęt, pow. nowodworski, woj. warsz. |
| Zegrze Południowe       | Zagroby, wieś                      | 223        | gm. Nieporęt, pow. warszawski, woj. warsz. | grom. Zagroby, gm. Nieporęt, pow. warszawski, woj. warsz. | grom. Zegrze, gmina Nieporęt, dystrykt warszawski, GG | grom. Zegrze, gm. Nieporęt, pow. nowodworski, woj. warsz. | grom. Wieliszew, pow. nowodworski, woj. warsz. | grom. Nieporęt, pow. nowodworski, woj. warsz. | sołectwo Zegrze Południowe, gm. Nieporęt, pow. nowodworski, woj. warsz. |
| Zegrze Południowe       | Rybaki, wieś                       | 197        | gm. Nieporęt, pow. warszawski, woj. warsz. | grom. Zagroby, gm. Nieporęt, pow. warszawski, woj. warsz. | grom. Zegrze, gmina Nieporęt, dystrykt warszawski, GG | grom. Zegrze, gm. Nieporęt, pow. nowodworski, woj. warsz. | grom. Wieliszew, pow. nowodworski, woj. warsz. | grom. Nieporęt, pow. nowodworski, woj. warsz. | sołectwo Zegrze Południowe, gm. Nieporęt, pow. nowodworski, woj. warsz. |